# Тапакуло вохристоволий
Тапакуло вохристоволий (Eugralla paradoxa) — вид горобцеподібних птахів родини галітових (Rhinocryptidae).

## Поширення
Вид поширений на півдні центральної частини Чилі, від півдня Сантьяго до Чилое (включаючи острів Моча), і прилеглих регіонах Аргентини (захід Неукена і провінція Ріо-Негро). Мешкає на землі або поблизу неї, в густому підліску помірних лісів, де переважає Nothofagus на висоті до 1000 м.

## Опис
Невеликий птах, завдовжки до 14,5 см і вагою від 25 до 30 г. Ноги жовті. Дзьоб міцний з опуклим кульменом, чорного кольору. Над ним темно-сірий сланець; спина і круп рудувато-коричневі з жовтуватими відтінками. Крила того ж кольору, що і спинка. Груди шиферно-сірі, світліші ніж спина, особливо до центральних частин. Черевце, боки і підхвістя світло-червоні з жовтуватим відтінком у напрямку до черевця.

## Спосіб життя
Трапляється поодиноко або парами між гілками дерев на висоті 2-5 м над землею, але ніколи не з'являється на відкритих місцях. Раціон складається з комах і їхніх личинок. Птах будує гніздо розміром з людську голову близько 40 мм в діаметрі, яке розміщене на дереві на висоті від 1 до 2 м, і зроблене з гілок і сухої трави з бічним входом. У кладці зазвичай від 2 до 3 білих яєць. Розмноження відбувається двічі на рік, у вересні та наприкінці листопада.